# Harry Hains
Harrison George Hains, meglio noto col nome d'arte Harry Hains, (Melbourne, 4 dicembre 1992 – Los Angeles, 7 gennaio 2020) è stato un attore, modello e musicista australiano.

## Biografia

### Primi anni
Harry Hains nacque a Melbourne, in Australia il 4 dicembre 1992, figlio dell'attrice Jane Badler e di Stephen Hains. Aveva un fratello, Samuel David Haines.

### Carriera
Iscrittosi al corso di medicina dell'università, Hains decise di prendersi una pausa e si trasferì inizialmente a Londra, per poi trasferirsi a New York e poi a Los Angeles per intraprendere la carriera di modello.
Nel 2013 ha esordito come attore recitando nel cortometraggio Cigarettes Burn Faster In The Sun. Nel 2015 recitò nel suo primo film cinematografico, l'horror Hallucinogen, e in un episodio della serie televisiva horror American Horror Story. Altri film in cui ha recitato sono stati The Surface (2015), Fallen Blossoms (2017), I, Matter (2018), Groupies (2018), A Haunting at Silver Falls 2 (2019) e Mirrors (2019).
Intraprese anche la carriera musicale col nome d'arte "ANTIBOY".

### Vita privata
In un'intervista del 2019, alla domanda sulla sua identità, Hains ha dichiarato: "Non mi piacciono le etichette. Se dovessi scegliere un'etichetta, sarebbe nel regno del genderfluid".

### Morte
Hains è deceduto a Los Angeles, il 7 gennaio 2020, a causa di un'intossicazione accidentale da fentanyl.
Al momento della morte diversi film in cui ha recitato non erano stati ancora distribuiti.
È stato sepolto all'Hollywood Forever Cemetery, nella Contea di Los Angeles, California.

## Filmografia

### Attore

#### Cinema
- Cigarettes Burn Faster In The Sun, regia di Arbi Lawang - cortometraggio (2013)
- Hallucinogen, regia di Susannah O'Brien (2015)
- Washed Away - cortometraggio (2015)
- The Surface, regia di Michael J. Saul (2015)
- The Total Princess, regia di Klara Hascakova (2015)
- Moon People, regia di Alexandra Adornetto - cortometraggio (2015)
- Juice, regia di Diana Cignoni - cortometraggio (2016)
- @DorianGray, regia di Joshua Malik - cortometraggio (2016)
- Fallen Blossoms, regia di Lior Shamriz (2017)
- Day Driver, regia di Cyril Morin - cortometraggio (2018)
- Lulu, regia di Diana Cignoni - cortometraggio (2018)
- I, Matter, regia di Shayne Pax e Llysa Rie Iesaka (2018)
- Groupies, regia di Empress (2018)
- A Commercial Interlude, regia di Andrew Madsen Jasperson - cortometraggio (2018) uscito in home video
- Chase, regia di Michael Matteo Rossi (2019)
- A Haunting at Silver Falls 2, regia di Teo Konuralp (2019)
- Mirrors, regia di Diana Cignoni (2019)

#### Televisione
- American Horror Story – serie TV, 1 episodio (2015)
- The Deleted – serie TV, 3 episodi (2016)
- The OA – serie TV, 1 episodio (2019)
- Sneaky Pete – serie TV, 1 episodio (2019)

### Produttore
- Lulu, regia di Diana Cignoni - cortometraggio (2018)
- Groupies, regia di Empress (2018)

### Sceneggiatore
- Sapphire, regia di Leanne Hanley - cortometraggio (2021)

## Riconoscimenti
- 2019 – NewFilmmakers Los Angeles
  - Nomination Best Performance Drama per Lulu